# تپه انگنه
تپه انگنه مربوط به دوران پیش از تاریخ ایران باستان - دوران‌های تاریخی پس از اسلام است و در حومه اورمیه، بخش نازلوچای واقع شده و این اثر در تاریخ ۱ آذر ۱۳۴۴ با شمارهٔ ثبت ۴۴۹ به‌عنوان یکی از آثار ملی ایران به ثبت رسیده است.